# رود بورن
رود بورن رودی است به رود ایوون می‌ریزد. این رود از کشور بریتانیا می‌گذرد.